# Kreševka
Kreševka är ett vattendrag i Bosnien och Hercegovina.   Det ligger i entiteten Federationen Bosnien och Hercegovina, i den centrala delen av landet, 24 km väster om huvudstaden Sarajevo.
I omgivningarna runt Kreševka växer i huvudsak lövfällande lövskog. Runt Kreševka är det ganska tätbefolkat, med 93 invånare per kvadratkilometer.